# 2020年卡拉巴萨斯S-76B坠毁事故
2020年1月26日，一架塞考斯基S-76精靈直升機在美国加利福尼亚州卡拉巴萨斯墜毁，這次墜毀造成机上9人全數罹難，其中包括洛杉矶湖人前運動員科比·布莱恩特和他的二女兒吉安娜·布莱恩特。

## 事故过程
当地时间2020年1月26日上午9時06分，涉事的直升机自橙郡約翰韋恩機場起飛，途经博伊尔海茨、道奇体育场。这架直升機是科比·布莱恩特的私人飛機，當時科比正前往曼巴学院（Mamba Sports Academy）讓二女兒進行篮球训练。

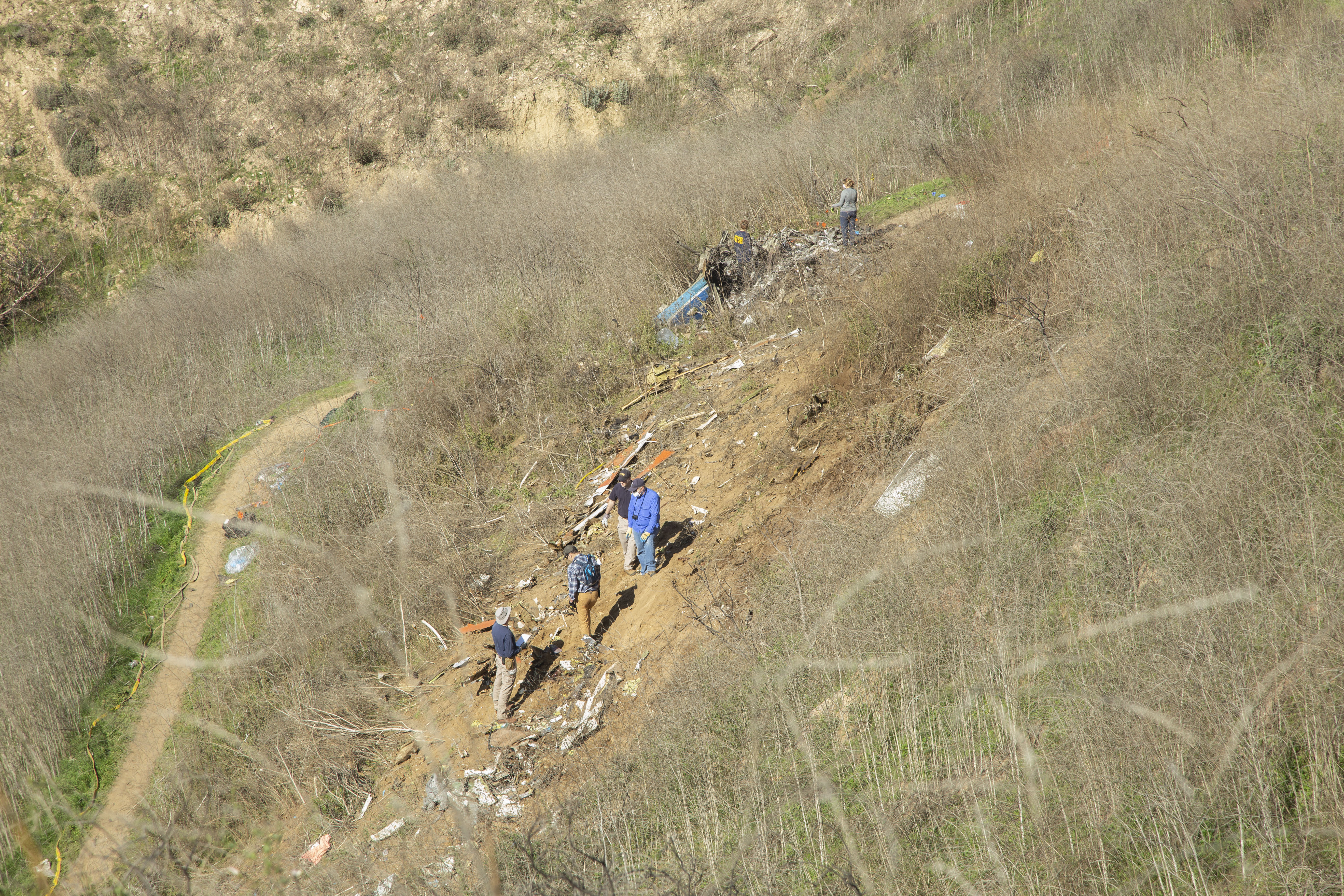
美国国家运输安全委员会人员正在调查现场。

根據《TMZ》取得事发前驾驶员和好萊塢伯班克機場塔台的对话顯示，驾驶员在上午9时30分联络塔台，此时，塔台人员已知飞行员在空中绕了15分钟。驾驶后来沿著118号高速公路向北行驶，然后转向西侧，朝101号高速公路上方行驶。大约在上午9时40分，因當时天有濃霧，濕度為100%，飞行员所以转向山区，且突从大约1200英尺迅速爬升至2000英尺；上午9时45分，直升机飞入1700英尺的山区，数据显示以大约161节的速度飞行；飛机于當地時間9時47分撞向卡拉巴薩斯的山坡並起火。洛杉磯消防局人员在當地時間10時30分抵达事故现場並滅火。目击者表示，事發前飛機的發動時曾發生巨響。Flightradar24的资料显示飞机坠毁前曾猛烈地抬升。

## 罹難者
除了科比和他的女儿吉安娜外，機上還有七名罹難者，他們分別是：
- 約翰·奧特貝里（John Altobelli，奧蘭治海岸學院棒球隊教練，56歲）
- 凱麗·奧特貝里（Keri Altobelli，約翰·奧特貝里之妻，46歲）
- 艾莉莎·奧特貝里（Alyssa Altobelli，約翰與凱麗·奧特貝里的女兒、吉安娜的隊友，13歲）
- 莎拉·查斯特（Sarah Chester，45歲）
- 佩頓·查斯特（Payton Chester，莎拉·查斯特的女兒、吉安娜的隊友，13歲）
- 克莉絲提娜·毛瑟（Christina Mauser，曼巴運動學院的籃球助教，38歲）
- 阿拉·佐巴揚（Ara Zobayan，直升機駕駛，50歲）[10][11][12]

## 事后调查
美国联邦航空管理局和国家运输安全委员会自事故当天起展开调查。运输安全委员会派出了18人的专家小组于当晚抵达事故地点。2月7日，美国国家运输安全委员会公布的初步报告显示，在直升机的残骸中，没有发现任何引擎故障的证据。2月24日，科比的妻子瓦妮莎对直升机所属的公司提起诉讼。
5月15日，验尸报告出爐，直升機机师在事发前并未饮酒或服用药物，遇难者均死于钝性外伤，其中科比身上同樣多处受伤。
2021年2月9日，国家运输安全委员会公布空难调查结果，事故發生當天，直升機飞行员將直升機飞入云层，并在云层中失去空間感，最終在降落时撞上了被云层笼罩的山峰。

## 各界反应

### 群众纪念

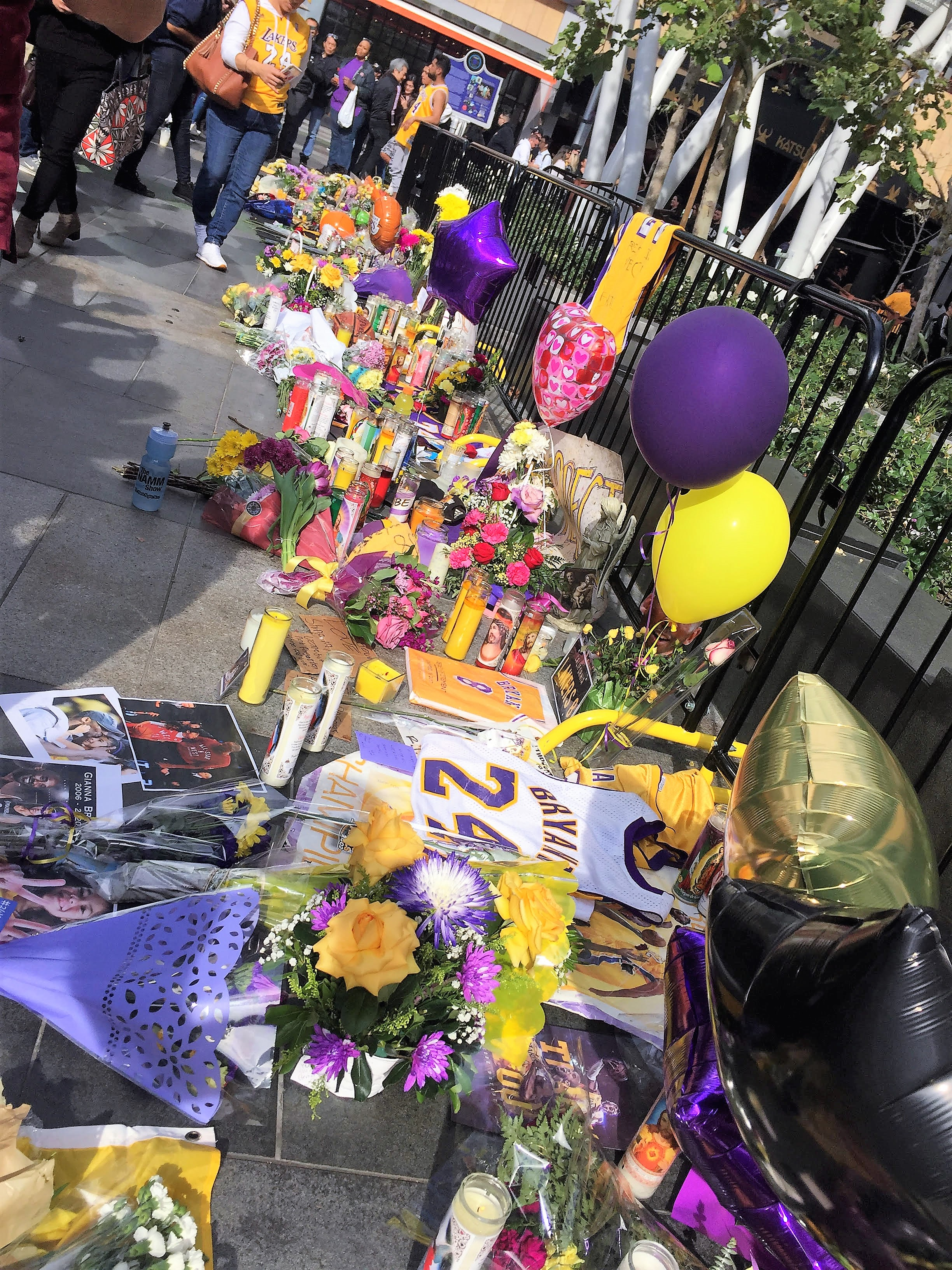
在科比離世後，大批群眾在斯台普斯中心外獻花。

事发后有球迷自发集中在洛杉矶湖人队的主场——斯台普斯中心纪念科比，此时距离该场地举办第62届格莱美奖典礼只有数小时。洛杉矶国际机场点亮了象征洛杉矶湖人队的紫色灯光。

### 体育界

#### NBA以及篮球圈内部
NBA总裁蕭華称：「NBA大家族对科比·布莱恩特和他的女儿吉安娜的突然离世感到震惊，科比用20个赛季展示了杰出的天赋和对胜利的渴望组合的可能性。他是NBA史上最出色的球员之一，世界各地都会记住他激励人们拿起篮球来展示自己的能力。他充满智慧又慷慨大方，把打球视为同后代球员共有的使命。他也把对球赛的热爱转移到吉安娜身上。」
當天比賽的NBA球隊首次進攻故意8秒違例以及24秒違例悼念布萊恩。多伦多猛龙队和圣安东尼奥马刺队在事发后举行的一场比赛中故意触犯24秒射球规则，以纪念科比在洛杉矶湖人效力期间穿过的24号球衣。其他球队效仿这两队，例如孟菲斯灰熊在故意触犯24秒射球规则後，鳳凰城太陽隊在其後控球權留在後場，故意触犯8秒越中線规则，纪念科比穿过的8号球衣。丹佛掘金队和休斯顿火箭队在比赛前为科比默哀。
同为NBA巨星的迈克尔·乔丹发出声明：「我无法用语言形容内心的悲痛。我爱科比，他就像我的小老弟一样。我很怀念我们一起聊天。他是极为有力的竞争对手，是比赛中的佼佼者，也是一股创造性的力量。」
雖然布莱恩特從未效力達拉斯獨行俠，他的24號球衣被該隊永久退役，仿照迈阿密热火在迈克尔·乔丹第二次退役後，把他的23號球衣退役，令勒布朗·詹姆斯在投靠熱火隊時改穿6號球衣。
勒布朗·詹姆斯在布莱恩特離世前一天，剛超越布莱恩特，成為NBA史上第3位最高得分球員，也以感恩心情答謝布萊恩。科比的最后一条推特和Instagram也在祝贺勒布朗总得分超过自己，而勒布朗在得知科比去世噩耗後痛哭不已。早於2016年2月，科比最後一屆明星賽，接受克雷格·塞格採訪時，也說道：「我離開（退役）後，勒布朗會是一名老將。」克雷格·塞格在2016年12月因白血病離世，在科比離世後，勒布朗依然以球員身份征戰第18季。
布莱恩特離世當天，也是文斯·卡特的43歲生日。卡特當時正在出戰第22季，和最後一季，也在記者會談及布莱恩特在最後一季打球，和準備退役的心情。
NBA宣佈將原定2020年1月28日洛杉磯湖人主場對洛杉磯快艇常規賽延期舉行，4月9日補賽，後來受到疫情影響，該賽事在7月31日在佛羅里達州迪士尼世界進行。NBA允許有關球員與布萊恩相關號碼球衣作出更改。此外，NBA將明星賽更改規則，當中賽事進入第四節，領先一方取得24分即可勝出，兩隊分別穿上「2」號及「24」號球衣。
1月29日，即事發3天後，布萊恩曾效力的洛杉磯湖人首次發表聲明，呼籲球迷支持由布萊恩運作的基金會。1月31日洛杉磯湖人主場對波特蘭拓荒者賽事前，湖人隊球員全部穿上8號及24號的布萊恩球衣，介紹主隊先發球員時「24號、6吋6呎。來自勞爾梅里恩高中高比·拜仁」。2月24日在洛杉磯舉行追思會。4月17日，WNBA舉行WNBA選秀，將吉安娜·布萊恩以及兩名同機隊友成為榮譽選秀成員。
美國職業籃球員林書豪在推特上發文悼念表示，曾和布莱恩特在2014年至2015年當過洛杉磯湖人隊隊友。林書豪感嘆，「生命如此可貴，感嘆柯比布莱恩特這位傳奇走的太匆匆。」

#### 其他赛事
此外，WWE也为科比举行了默哀。美国全国橄榄球联盟舉行明星賽職業碗期間，第一節被布萊恩死亡新聞插播，西雅图海鹰队在四分卫罗素·威尔逊的带领下在更衣室为科比祈祷，邊衛 Devonte Adams 達陣得分後，以24的手勢，也是紀念科比穿過的24號球衣。在第54屆超級碗中，兩隊所有球員站在已方24碼線默哀1分鐘。足球明星內馬爾在射進一球後比了一個24的手勢，也是紀念科比穿過的24號球衣。
高尔夫球运动员老虎伍兹形容科比的去世是“令人震惊和悲痛”的。
美國職棒大聯盟、美國職業足球大聯盟、國家美式足球聯盟以及相關球圈人士亦發表聲明悼念布萊恩。
西班牙足球甲级联赛、皇家马德里、巴塞罗那、巴倫西亞、国际米兰、AC米兰、曼聯、利物浦、切爾西等球会和聯盟以及C羅、梅西、卡納瓦羅、卡西利亚斯、皮尔洛、普约尔、保羅·馬甸尼、路德·古烈治、馬高·雲巴士頓等球星、F1車手路易斯·漢密爾頓紛紛发文悼念科比。AC米蘭於1月28日同拖連奴的意大利杯八強戰中球員佩戴黑紗，並於比賽進行到24分鐘時暫停比賽，以示對高比的紀念。
在2020年澳洲網球公開賽，尼克·基里奧斯在第4輪對戰拉斐爾·拿度前，穿著布莱恩特的8號練習球衣。而拿度除了发文悼念，在擊敗基里奥斯後的訪問再次說：「雖然我跟科比不算很熟，但我同（同為西班牙人兼科比前隊友）保罗·加索尔提及他克服困難和努力奮鬥的精神。科比將永遠會在我們的心中。」

### 政治界
前美国总统贝拉克·奥巴马说：“科比在球场上是传奇人物，正要开始人生的下一阶段时就发生了这种事件。吉安娜的突然逝世让我们感觉失去了自己的女儿一般。我和米歇尔向凡妮莎（科比的妻子、吉安娜的母亲）布莱恩特家族致上虔诚的祈祷。”
时任美国总统唐纳德·特朗普在Twitter上说：“尽管科比·布莱恩特是有史以来最优秀的篮球运动员之一，但他的人生才刚刚开始。他热爱自己的家庭，对未来充满激情。吉安娜的逝世令这一刻更为令人痛心。我和梅拉尼亚为优秀的布莱恩特家族和瓦内萨致上哀悼。”
前美国总统比尔·克林顿和妻子、前美国国务卿希拉里·克林顿也发表了哀悼。

## 其他
此次事件收錄在系列紀錄片《空中浩劫》第22季第10集中。
洛杉矶市将8月24日命名为科比日。這兩個數字來自科比生前所穿的8号和24号球衣。此外洛杉磯湖人宣佈將8号和24号球衣永久退役。
Twitter用戶@dotNoso於2012年11月13日在個人頁面簡單寫下「柯比將會死於直升機意外」，沒想到8年後科比·布萊恩特真的在直升機意外中喪生，這條推文隨後被網友譽為「神預言」。在科比墜機身亡的當天晚些時候，該名網友在8年前的這篇貼文底下留言道歉，表示自己當初隨口寫下的預言竟然成真，對此感到非常後悔和難過。
2024年6月2日，在杭州漫展上，一名參展者模仿已故NBA球星科比直升機遇難現場，模仿者则佩戴布萊恩面具，這一行為引發网络争议。

## 起訴
多名警员在事發後拍摄和分享科比空难现场的照片，引发死者家属不满并对洛杉矶县警察局等提诉。2022年8月24日，加州的一个联邦陪审团对科比坠机事故现场照泄露案作出裁决，裁定洛杉矶县警长和消防部门对侵犯科比的妻子瓦妮莎和另一名坠机遇难者家属的宪法权利负有责任，并裁定赔偿3100万美元，其中瓦妮莎获赔1600万美元。